# Heinrich Ludwig von Hanau-Münzenberg
Heinrich Ludwig von Hanau-Münzenberg (* 7. Mai 1609; † 11. Juli / 21. Juli 1632 bei Maastricht) war ein nachgeborener Sohn des Grafen Philipp Ludwig II. von Hanau-Münzenberg (* 1576; † 1612) und der Fürstin Katharina Belgica (* 1578; † 1648), einer Tochter Wilhelms I. von Oranien-Nassau, des Schweigers.

## Leben
Heinrich Ludwig hatte trotz seiner kurzen Lebensspanne ein bewegtes, von den Ereignissen des Dreißigjährigen Krieges geprägtes Leben.
Schon im Alter von sechs Jahren erhielt er – Sohn eines überzeugt reformierten Grafen – am 26. April 1615 erste geistliche Weihen und die Tonsur. Nur drei Tage später wurde er Inhaber einer protestantischen Domherrenstelle am Dom St. Petri in Bremen. Weitere Nachweise über diese Domherrenstelle existieren nicht. Eine Domherrenstelle in Bremen war zu dieser Zeit eine wegen der Einkünfte begehrte Sinekure für nachgeborene Söhne des Adels. Ein Kontakt des Hauses Hanau mit Bremen bestand über den Reformator Christoph Pezel (* 1539; † 1604). Heinrich Ludwigs Vater, Graf Philipp Ludwig II., war ihm in seiner dortigen Wirkungszeit begegnet. Allerdings war Christoph Pezel, zuletzt Superintendent von Bremen, zum Zeitpunkt der Ernennung von Heinrich Ludwig schon mehr als zehn Jahre verstorben.
Zusammen mit seinem Bruder, Graf Jakob Johann von Hanau-Münzenberg, erhielt er 1631 von König Gustav II. Adolf das Amt Steinheim, das dieser als Kriegsbeute beschlagnahmt hatte, zur Belohnung seiner Unterstützung der Ziele des schwedischen Königs. Am 30. Dezember trat 1631 trat Graf Heinrich Ludwig in niederländische Militärdienste und wurde Oberst im Noordhollandse Regiment. Etwas mehr als ein halbes Jahr später fiel er am 11. / 21. Juli 1632 während der Belagerung und Eroberung von Maastricht durch Friedrich Heinrich von Oranien-Nassau, Statthalter der Niederlande, ein Onkel von Heinrich Ludwig.

## Vorfahren
| Ahnentafel von Graf Heinrich Ludwig von Hanau-Münzenberg | Ahnentafel von Graf Heinrich Ludwig von Hanau-Münzenberg                                                         | Ahnentafel von Graf Heinrich Ludwig von Hanau-Münzenberg                                                         | Ahnentafel von Graf Heinrich Ludwig von Hanau-Münzenberg                                                              | Ahnentafel von Graf Heinrich Ludwig von Hanau-Münzenberg                                                                   | Ahnentafel von Graf Heinrich Ludwig von Hanau-Münzenberg | Ahnentafel von Graf Heinrich Ludwig von Hanau-Münzenberg |
| -------------------------------------------------------- | --- | --- | --- | --- | -------------------------------------------------------- | -------------------------------------------------------- |
| Urgroßeltern                                             | Philipp III. von Hanau-Münzenberg (* 1526; † 1561) ⚭ Helena von Pfalz-Simmern (* 1532; † 1579)                   | Philipp IV. von Waldeck (* ; † ) ⚭ Jutta von Isenburg († 1564)                                                   | Wilhelm von Nassau-Dillenburg (* 1487; † 1559) ⚭ Juliana zu Stolberg (* ; † )                                         | Louis III. de Bourbon, duc de Montpensier (* 1513; † 1582) ⚭ Jacqueline de Longwy Gräfin von Bar du Seine (* 1538; † 1561) |                                                          |                                                          |
| Großeltern                                               | Philipp Ludwig I. von Hanau-Münzenberg (* 1553; † 1580) ⚭ Magdalena von Waldeck (* 1558; † 1599)                 | Philipp Ludwig I. von Hanau-Münzenberg (* 1553; † 1580) ⚭ Magdalena von Waldeck (* 1558; † 1599)                 | Wilhelm I. von Oranien-Nassau, der Schweiger (* 1533; † 1584) 3. ⚭ Charlotte von Bourbon-Montpensier (* 1546; † 1582) | Wilhelm I. von Oranien-Nassau, der Schweiger (* 1533; † 1584) 3. ⚭ Charlotte von Bourbon-Montpensier (* 1546; † 1582)      |                                                          |                                                          |
| Eltern                                                   | Philipp Ludwig II. von Hanau-Münzenberg (* 1576; † 1612) ⚭ Katharina Belgica von Oranien-Nassau (* 1578; † 1648) | Philipp Ludwig II. von Hanau-Münzenberg (* 1576; † 1612) ⚭ Katharina Belgica von Oranien-Nassau (* 1578; † 1648) | Philipp Ludwig II. von Hanau-Münzenberg (* 1576; † 1612) ⚭ Katharina Belgica von Oranien-Nassau (* 1578; † 1648)      | Philipp Ludwig II. von Hanau-Münzenberg (* 1576; † 1612) ⚭ Katharina Belgica von Oranien-Nassau (* 1578; † 1648)           |                                                          |                                                          |
| Heinrich Ludwig                                          | | | | |                                                          |                                                          |

Zur Familie vgl. Hauptartikel: Hanau (Adelsgeschlecht)